# Belmonte de Gracián
Belmonte de Gracián är en kommun i Spanien.   Den ligger i provinsen Provincia de Zaragoza och regionen Aragonien, i den nordöstra delen av landet, 210 km nordost om huvudstaden Madrid. Antalet invånare är 238. Arean är 44 kvadratkilometer.
Terrängen i Belmonte de Gracián är huvudsakligen kuperad, men söderut är den platt.